# Frankie Genaro
Frank "Frankie" Genaro, född 26 augusti 1901, död 27 december 1966, var en amerikansk boxare, mest känd för att ha vunnit guld i olympiska sommarspelen 1920 i Antwerpen.